# Kent Hovind
Kent E. Hovind (15 de enero de 1953), autodenominado "Dr. Dino" es un cristiano fundamentalista, evangelista estadounidense. Es el jefe del Creation Science Evangelism (CSE) Ministries y del Dinosaur Adventure Land, con sede en Pensacola, Florida.
Es conocido por ser una figura controvertida en el movimiento creacionista de la Tierra joven y su ministerio se enfoca en tratar de convencer a los oyentes de negar teorías científicas en campos biológicos (evolución), geofísicos y cosmológicos y promulgar el "creacionismo científico", el cual choca con los datos científicos reales.
Hovind tiene oponentes tanto creyentes como no creyentes, y es considerado objetivamente poco científico, debido a sus teorías de conspiración mezcladas con ideas de la "ciencia de la creación". Los puntos de vista de Hovind son descartados por la comunidad científica por la teoría marginal y pseudo-beca. Fue criticado por organizaciones creacionistas como Answers in Genesis por su continuo uso de argumentos desacreditados que otros han abandonado en el movimiento.
Afirma, debido a estas, que el VIH, el Parkinson, el virus del Nilo Occidental, el Alzheimer, la diabetes y otras enfermedades fueron desarrolladas por "los maestros del dinero y los gobiernos del mundo". También cree que el gobierno de los Estados Unidos tiene una cura para el cáncer. Vive con su esposa (luchadora y perteneciente al movimiento antivacunas) Mary Tocco.
En noviembre del año 2006, un jurado federal declaró culpable a Kent Hovind de varios cargos relacionados con la evasión de impuestos y lo condenó a 10 años de prisión. Su hijo Eric Hovind (también creacionista) tomó el control de los negocios y los rehizo. Hovind fue liberado de la custodia federal el 8 de julio de 2015 con tres años de libertado condicional.

## Biografía
Con 16 años de edad, Hovind se convirtió en un cristiano renacido dentro de la Iglesia Bautista Fundamental Independiente. Se casó con su esposa en 1973 y tuvieron tres hijos entre 1977 y 1979. Entre 1975 y 1988, Hovind sirvió como pastor asistente y maestro en tres escuelas bautistas privadas, incluida una que él empezó. En 1989, la familia se mudó a Pensacola, Florida, donde Jo asistiría a Pensacola Christian College y obtendría una licenciatura en música y maestrías en música sacra. Aunque afirma haber enseñado matemática y ciencias en la escuela secundaria durante 15 años.

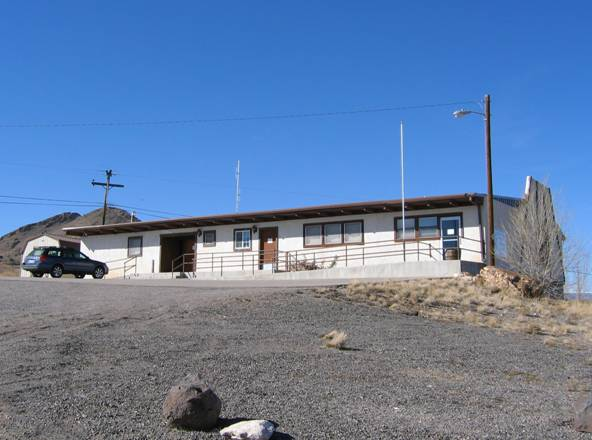
Patriot University

En 1989, Hovind empezó la Creation Science Evangelism. En 1998, creó el sitio web Dr. Dino y comenzó a producir artículos y vender cintas de vídeo, libros y réplicas de fósiles. Antes de su encarcelamiento, Hovind pronunció numerosas conferencias (alrededor de 700 en 2004) en iglesias, escuelas privadas y otros lugares cada año, además de ser anfitrión de un programa diario de radio por Internet y establecer el Dinosaur Adventure Land en Pensacola, Florida. En 1999, su hijo Eric Hovind comenzó a viajar para presentar sus argumentos y seminarios.

### Educación
En 1971, se graduó de East Peoria Community High School en East Peoria, Illinois. Ingresó al acreditado Illinois Central College, luego se transfirió al no acreditado Midwestern Baptist College en 1972, obteniendo un Bachelor of Religious Education en 1974. En 1988 y 1991 respectivamente, Hovind recibió una maestría y un doctorado en Educación Cristiana por correspondencia de la Patriot University en Colorado Springs.

#### Patriot Bible University
Su primer Ph.D pertenece al Patriot Bible University (una fábrica de diplomas), el cual vende doctorados por aproximadamente 2000 dólares. Es un doctorado en "educación cristiana". No está reconocido por ninguna universidad, asociación profesional o agencia gubernamental legítima. Patriot Bible University sólo ofrece "programas que son de naturaleza religiosa" y sus "títulos o diplomas carecen de reconocimiento estatal". Oficialmente no está disponible para el público. Las disertaciones doctorales reales están en bibliotecas o en línea. El 9 de diciembre de 2009, la disertación de Hovind fue cargada en WikiLeaks y ha sido criticada por su calidad.

#### Sitio web
Tiene un sitio web llamado "Dr. Dino", la cual provocó que algunos académicos miren de cerca cómo Hovind presenta su educación y sus credenciales. Todos sus títulos conocidos provienen de instituciones no acreditadas, y no tiene formación en paleontología. Barbara Forrest, profesora de filosofía, experta en historia del creacionismo y activista en la controversia entre creación y evolución, escribió que la falta de capacitación de Hovind hace imposible la discusión académica y ha dicho que su comprensión de la investigación histórica y científica es deficiente. Karen Bartelt, un profesor de química orgánica que debatió sobre Hovind, examinó la disertación de Hovind y la encontró incompleta, contiene numerosos errores ortográficos, carece de referencias, muestra un razonamiento defectuoso y afirma que no presenta ninguna investigación original.

### Creacionismo Evangelista y Ciencia de la Creación
Hovind estableció la evangelización de la ciencia de la creación en 1989 para evangelizar y enseñar el creacionismo. En mayo de 1999, su hijo se unió a la Creation Science Evangelism como orador, y su hija Marlissa comenzó a entrenar para convertirse en secretaria de Hovind. Ese año, CSE se fusionó con Faith Baptist Fellowship de Hawthorne, Florida, comenzando una relación que duró hasta 2002. En 2003, con la ayuda de Glenn Stoll (un promotor de esquemas de evasión de impuestos), Hovind estableció una serie de entidades comenzando con "una asociación no incorporada de confianza pura" el 13 de mayo, bajo la cual una corporación única y varios fideicomisos ministeriales se establecieron a partir del 23 de mayo. Las propiedades de CSE se transfirieron a los fideicomisos que operaban bajo licencias comerciales del "Reino de los Cielos". Hovind está asociado con la Fraternidad Bautista no Registrada (UBF), un grupo débilmente afiliado de aproximadamente 100 iglesias que comparten una "teología de la resistencia cristiana" a los gobiernos civiles. Debido a que el UBF lo consideraría un reconocimiento de autoridad gubernamental sobre la iglesia, rechazan el estado 501 (c) 3 altamente favorable, que hace que las donaciones sean deducibles de impuestos y las exima del impuesto a la renta, pero no de FICA o retención de impuestos a los empleados. El UBF sostiene que la autoridad gubernamental se detiene "en el umbral de la iglesia", y Hovind comparó el estado de un ministerio con el del Estado de la Ciudad del Vaticano. Cuando el gobierno federal obtuvo una orden de allanamiento en 2004, un investigador criminal del Servicio de Rentas Internas (IRS) hizo la declaración jurada de que la organización no tenía una licencia comercial y no tenía el estatus de exención de impuestos.
Hovind fue declarado por el jurado federal culpable de 58 cargos por delitos graves en noviembre de 2006 y sentenciado a diez años de prisión el 19 de enero de 2007. Entre los cargos, estaba estaba incluido: 
- No pagar los impuestos a la nómina de sus empleados.
- Estructurar transacciones financieras para evitar los requisitos de informes.
- Hacer esfuerzos corruptos para obstruir e impedir la debida administración de las leyes de ingresos internos.

Estuvo detenido en la cárcel hasta su sentencia, aunque a su esposa, que fue declarada culpable de 44 cargos, se le permitió permanecer en libertad.
Eric Hovind anunció que tomaría el control del Evangelismo de la Ciencia de la Creación. En julio de 2007, God Quest Inc. se incorporó con Eric Hovind como presidente, y ese noviembre, God Quest Inc. presentó en Florida para hacer negocios bajo el nombre comercial Creation Science Evangelism. En junio de 2008, Eric anunció que el sitio web de CSE incorporaría el blog de CSE y cambiaría el formato, permitiendo "sólo comentarios positivos" sobre Hovind y CSE, y a fines de 2011, la página de Dr. Dino fue cambiada a Creation Today. El nuevo sitio web anunció que "Creation Today es un ministerio de God Quest, Inc." con enfoque en "la creación, la apologética y el evangelismo".

### Dinosaur Adventure Land

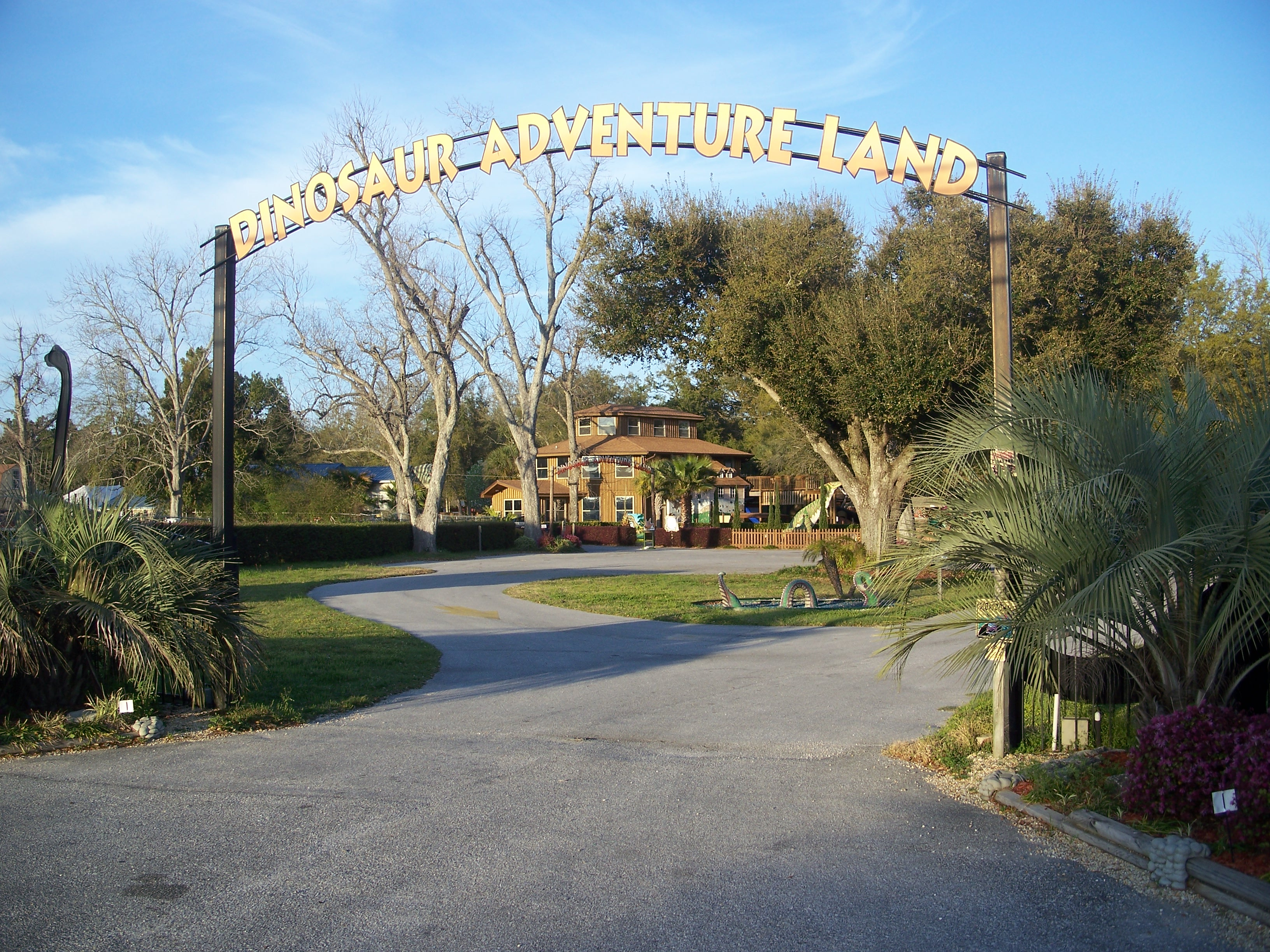
Entrada al Parque "Dinosaur Adventure Land".

En 2001, Hovind fundó el Dinosaur Adventure Land, un parque temático creacionista de la Tierra joven, ubicado detrás de su casa en Pensaacola, Florida. Con el lema "Donde los dinosaurios y la Biblia se encuentran", la instalación en aproximadamente siete acres tenía un "centro de ciencias" interior y un espacio al aire libre con una variedad de atracciones y actividades con temática de dinosaurios simples, cada de lo cual estaba ligado a algún mensaje religioso. Por ejemplo, el "Jumpasaurus" era un trampolín junto a un aro de baloncesto; los niños tendrían un minuto para hacer tantas cestas como les fuera posible, y el mensaje era que debían coordinarse para hacer más por Jesús. La asistencia anual fue de 38,000. El parque representa a humanos y dinosaurios que coexisten en los últimos 4,000-6,000 años y también contiene una representación del monstruo del lago Ness. El Southern Poverty Law Center dijo que el parque también "afirma que algunos pequeños dinosaurios aún deambulan por el planeta". Un artículo de Skeptical Inquirer de 2004 discutió una visita al parque de dinosaurios de Hovind y concluyó que el parque es "engañoso en muchos niveles". En informes del Centro Nacional para la Educación Científica, George Allan Alderman lo describió como "esencialmente un patio de recreo con algunas exhibiciones, varios dinosaurios de fibra de vidrio, un muro de escalada y un par de edificios". Lo resumió como "shabby" (andrajoso).
La empresa se encontró con problemas legales cuando los propietarios no obtuvieron un permiso de construcción en 2002. En abril de 2006, funcionarios del condado de Escambia cerraron el edificio en cuestión. En julio de 2009, los tribunales dictaminaron que las propiedades podrían incautarse y venderse para satisfacer las sanciones penales de Hovind. Eric Hovind mantuvo el parque y CSE operando a lo largo de 2008, pero en julio de 2009, un juez permitió que continuara la incautación del gobierno. y CSE anunció su reapertura como la "Tienda de creación" en noviembre de 2010. En abril de 2016, Hovind discutió los planes para un nuevo Dinosaur Adventure Land con comisionados en el condado de Conecuh, Alabama. Hovind propuso comprar tierra y mejorar la carretera contigua del condado a su costa; el ingeniero del condado notó que los procedimientos deberían seguirse. La propuesta también incluía un dinosaurio modelo de 80 pies de alto que sería el más grande en el estado. Compró una propiedad diferente cerca de Repton, Alabama en el mismo condado, y en junio, los voluntarios estaban trabajando allí.

## Creacionismo

### Dinosaurios
Hovind afirma que las aves no descienden de los dinosaurios y que estos últimos eran "lagartos grandes" de sangre fría que vivieron en el Edén antes del Diluvio a pesar de que los dinosaurios tienen poco en común con los lagartos actuales. En pos de dar un ejemplo específico, él afirma que el Triceratops era sólo un triconero de Jackson con un impulso de oxígeno que le permite alcanzar tamaños más grandes.
Afirma que los dinosaurios emplumados son "tonterías" y que el Archaeopteryx no era más que un pájaro, lo que plantea la duda de si consideraría a los dromeosáuridos, como el Deinonychus o el Velociraptor como "no-dinosaurios". Puesto que se ha confirmado desde 2007 que el Velociraptor también tenía plumas. Este tipo de información contradice el hecho de que el hijo de Hovind, Eric, tiene un modelo de Velociraptor sin plumas, que se ve obsoleto hoy en día. Este se encuentra en el Museo de la Creación.
Cree, a su vez, en la existencia de varios dinosaurios sobrevivientes, incluyendo Nessie, el cadáver de Zuiyo-maru y un gran cadáver de animal descubierto en Moore's Beach, California en 1925 (que resultó ser un zifio de Baird).

### Teoría de Hovind
Al igual que muchos creacionistas, Hovind ha desarrollado su propia interpretación de la inundación global, llamando a su explicación "Teoría de Hovind" (en inglés: Hovind's Theory).
Según él, un meteoro de -300 °F en curso hacia la Tierra fragmentada; algunas piezas formaron los anillos alrededor de otros planetas o crearon cráteres lunares. Algunos fragmentos llegaron a la Tierra y formaron los polos norte y sur, congelando a los mamuts en sus pies. El impacto se abrió paso a través del firmamento, agrietó la corteza del planeta y liberó las "fuentes de las profundidades", causando condiciones parecidas a la edad de hielo. El mundo está en un congelamiento profundo. En los últimos meses del diluvio, las cuencas oceánicas y las cadenas montañosas se formaron mediante el cambio de "placas inestables". A medida que pasaban los siglos posteriores a la inundación, el hielo retrocedía y formaba los océanos, que a su vez absorbían más dióxido de carbono y radiación atmosférica, acortando así la vida humana.

### Creation Science Evangelism
Creation Science Evangelism (CSE) fue una página web dirigida por Kent Hovind. En ella se hacían afirmaciones como que la inteligencia artificial está relacionada con la marca de la bestia y que la legislación sanitaria exige que a los residentes de Estados Unidos se les implanten microchips.

### Desafío de 250,000 dólares
Antes de su encarcelamiento, Hovind hizo un desafío en el que ofrecía "250,000 dólares a cualquiera que pueda dar alguna evidencia (prueba empírica) de la evolución".
El desafío fue diseñado para que resultara imposible ganarlo. Eric Hovind ha descontinuado la oferta y ya no se la menciona en ningún sitio web relacionado con Hovind.
Varias personas ofrecieron respuestas, pero Hovind se negó a enviar información a su comité, y mucho menos a entregar el premio.

### Otras creencias de Kent Hovind
- Los neandertales no eran más que humanos comunes que vivían hasta los 300 años de edad.[73]
- Mientras declara que Dios "inventó la música", advierte que Satanás creó música "impía", aunque no especifica el género.[74]
- No había sal en los océanos antes del Diluvio,[75] y probablemente nunca llovió antes.
- Los hiracoideos realmente sobreviven a las poblaciones de Hyracotherium, (un caballo prehistórico), a pesar del hecho de que los Hyraxes están más estrechamente relacionados con los elefantes y los manatíes. Él también (erróneamente) afirma que son carnívoros.[64]
- Las hienas caen dentro del "tipo de perro", aunque en realidad están más estrechamente relacionadas con los gatos y las mangostas.[76][77]